# ادیسون دیفد
ادیسون دیفد (عربی: إيديسون إيشاي ديفيد؛ زادهٔ ۵-۱۲-۱۹۳۳) یک بازیکن فوتبال اهل عراق است.
از باشگاه‌هایی که در آن بازی کرده‌است می‌توان به نیروی هوایی عراق و تیم ملی فوتبال عراق اشاره کرد.
او همچنین در تیم ملی فوتبال تیم ملی فوتبال عراق بازی کرده است.